# شاهزاده شرور
شاهزادهٔ شرور (دانمارکی: Den onde Fyrste) یک قصه پریان نوشته هانس کریستین آندرسن است که نخستین بار در سال ۱۸۴۰ منتشر شد. این داستان دربارهٔ شاهزاده‌ای فاتح و مغرور است که قصد دارد خدا را شکست دهد، اما در نهایت دچار جنون می‌شود. این اثر از نظر سبک، رویکرد فناورانه‌ای دارد و از آن به عنوان اثری پیشرو در علمی-تخیلی نیز یاد شده است.

## داستان
روزی روزگاری شاهزاده‌ای مغرور و شرور بود که تنها هدفش این بود که تمام ملت‌های زمین را تسخیر کند و نامش در دل همهٔ مردم وحشت بیندازد. او با آتش و شمشیر به سرزمین‌ها یورش می‌برد. سربازانش محصولات کشاورزی را لگدمال می‌کردند و کلبه‌های روستاییان را آتش می‌زدند، به‌طوری که آتش شعله‌ور حتی برگ‌های درختان را می‌سوزاند و میوه‌ها بر شاخه‌های سوخته کباب می‌شدند. مادران بی‌پناه با کودکان برهنهٔ خود در میان دود و خرابی پنهان می‌شدند، اما سربازان بدون رحم آن‌ها را می‌یافتند.
قدرت شاهزاده روز به روز بیشتر می‌شد. از شهرهای فتح‌شده، طلا و جواهرات فراوانی به پایتخت می‌برد و کاخ‌ها، معابد و طاق‌نصرت‌هایی باشکوه می‌ساخت. هر کس ثروت و شکوه او را می‌دید، می‌گفت: «چه شاهزادهٔ بزرگی!» اما هیچ‌کس به رنج مردم سرزمین‌های تسخیرشده توجهی نمی‌کرد.
او مجسمه‌های خود را در میدان‌ها و قصرها نصب کرد و حتی خواست تا آن‌ها را در کلیساها روی محراب‌ها قرار دهند. اما کشیشان گفتند: «تو بزرگ هستی، اما خدا بزرگ‌تر است. ما نمی‌توانیم چنین کنیم.»
شاهزادهٔ مغرور گفت: «پس خدا را هم شکست خواهم داد!» و با این اندیشه، کشتی‌ای شگفت‌انگیز ساخت که در آسمان پرواز می‌کرد. بدنه‌اش رنگارنگ همچون دم طاووس بود و با هزاران لوله توپ تزئین شده بود. صدها عقاب نیرومند آن را به پرواز درمی‌آوردند. شاهزاده در مرکز کشتی می‌نشست و با فشار یک دکمه، هزار گلوله شلیک می‌شد.
کشتی به سوی آسمان بالا رفت. زمین زیر پا کوچک و کوچک‌تر شد تا کاملاً از میان ابرها ناپدید گشت. خداوند یکی از فرشتگان خود را فرستاد. شاهزاده هزار گلوله به سوی او شلیک کرد، اما گلوله‌ها چون تگرگ از بال‌های درخشان فرشته بازگشتند. تنها یک قطره خون از بال فرشته چکید و بر کشتی افتاد. این قطره آن‌چنان سنگین بود که همچون هزار تُن سرب کشتی را به‌سوی زمین کشاند. عقاب‌ها بال‌هایشان شکست و شاهزاده نیمه‌جان در دل جنگلی تاریک سقوط کرد.
او گفت: «من باید خدا را شکست دهم! این ارادهٔ من است!» و هفت سال دیگر وقت صرف ساخت کشتی‌های نیرومندتر و ساخت سلاح‌هایی از برق و فولاد کرد تا دیوارهای بهشت را فرو ریزد. از سراسر جهان ارتشی گرد آورد که کیلومترها طول داشت.
اما هنگامی که آمادهٔ حملهٔ دوباره شد، خداوند تنها یک دسته پشه فرستاد. پشه‌ها دور شاهزاده گرد آمدند و صورت و دستانش را گزیدند. او با خشم شمشیر کشید، اما نتوانست هیچ‌کدام را بزند. سپس فرمان داد با پارچه‌های گران‌قیمت او را بپوشانند تا پشه‌ها به او نرسند. اما یک پشه از لایه‌ها عبور کرد و گوش او را گزید. درد همچون آتش بود و سم به مغزش رسید. شاهزاده جامه‌ها را پاره کرد، برهنه شد و در برابر سربازانش دیوانه‌وار رقصید.
سربازان، که برای فتح بهشت گرد آمده بودند، تنها توانستند به او بخندند، زیرا شاهزاده‌ای که قصد داشت خدا را شکست دهد، خود از یک پشه شکست خورد.